# Берайхсляйтер
Бера́йхсляйтер (нем. Bereichsleiter) — звание в системе политических званий НСДАП, существовавшее в нацистской Германии с 1939 по 1945 год. Звание берайхсляйтер было введено для замены старого звания крайсляйтер (ставшего должностью), но также использовалось в НСДАП как на региональном, так и общеимперском уровне. Звание приблизительно соответствовало чину подполковника в вермахте.
Лица, имевшие звание берайхсляйтера и назначенные на должность крайсляйтера, с 1939 года носили специальную нарукавную повязку.

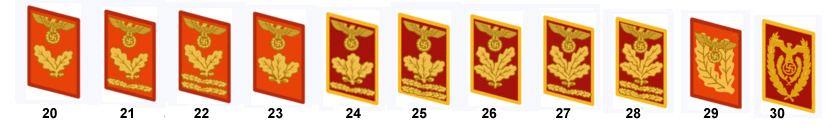
Петлицы высших чинов НСДАП20: Берайхсляйтер, 21: Обер-берайхсляйтер, 22: Гаупт-берайхсляйтер, 23: Динстляйтер, 24: Обер-динстляйтер, 25: Гаупт-динстляйтер, 26: Бефельсляйтер, 27: Обер-бефельсляйтер, 28: Гаупт-бефельсляйтер, 29: Гауляйтер, 30: Рейхсляйтер.